# Channa Gildoni
Channa Gildoni (hebräisch חנה גילדוני; geboren 28. Dezember 1923 in Leipzig als Anni Moronowicz; hebräisch אנני מורונוביץ'; gestorben 9. Mai 2023 in Ramat Gan) war eine deutsch-israelische Überlebende des Holocaust. Sie wurde 2022 im Alter von 98 Jahren als erste Frau mit der Ehrenbürgerwürde ihrer Geburtsstadt ausgezeichnet.

## Leben
Channa Gildoni wuchs als Einzelkind in einer der größten jüdischen Gemeinden (13.000 Personen) des Landes auf, die die Stadt u. a. durch ihre Kontakte nach Osteuropa prägten und als Verleger, Musiker, Künstler, Wissenschaftler und Journalisten wirkten.
Ihre Eltern hatten 1934 ein Textilwarengeschäft in der Elsterstraße 28. Nach der Polenaktion und den Novemberpogromen im Jahr 1938 konnte Gildonis Familie in letzter Sekunde via Österreich und Ungarn nach Israel fliehen. Sie arbeitete als Krankenschwester. In ihren Dreißigern verlor sie ihren Mann. Zum Zeitpunkt ihres Todes im Jahre 2023 hatte sie zwei Kinder, acht Enkel und 18 Urenkel. Sie lebte in Ramat Gan.
Erste Kontakte zwischen Herzliya und Leipzig entstanden in den 1980er Jahren. Mit Amtsantritt von Oberbürgermeister Hinrich Lehmann-Grube im Juni 1990 begann die Stadt Leipzig, ehemalige Leipziger Juden einzuladen, die in Israel leben. Seit 1992 organisierte Gildoni jährliche Besuchsprogramme für in Israel lebende ehemalige Leipziger. 1995 wurde sie Vorsitzende des Verbandes ehemaliger Leipziger in Israel.

## Ehrungen
1999 erhielt Gildoni zusätzlich zum israelischen einen deutschen Pass und am 11. November 2000  das Verdienstkreuz am Bande. Der Leipziger Oberbürgermeister Burkhard Jung schlug dem Stadtrat im Oktober 2022 Gildoni als erste Ehrenbürgerin der Stadt vor und fand die Zustimmung der Mitglieder.
Noch im Oktober 2022 reiste der  Oberbürgermeister mit einer Delegation nach Israel und überreichte im Jitzchak-Rabin-Zentrum in Tel Aviv im Rahmen eines Empfanges der Deutschen Botschaft Tel Aviv mit Botschafter Steffen Seibert die Urkunde „für außerordentliche Verdienste um die Städtepartnerschaft zwischen Leipzig und Herzliya und die deutsch-israelische Versöhnung“.